# Zečevo Rogozničko
Zečevo Rogozničko – wieś w Chorwacji, w żupanii szybenicko-knińskiej, w gminie Rogoznica. W 2011 roku liczyła 195 mieszkańców.